# Saint-Lumine-de-Coutais
 Saint-Lumine-de-Coutais  es una población y comuna francesa, situada en la región de Países del Loira, departamento de Loira Atlántico, en el distrito de Nantes y cantón de Saint-Philbert-de-Grand-Lieu.

## Demografía
| 932 | 954 | 1015 | 1080 | 1175 | 1335 |
| Para los censos de 1962 a 1999 la población legal corresponde a la población sin duplicidades (Fuente: INSEE [Consultar]) |     |      |      |      |      |